# 前370年代
| 千纪： | 前1千纪 |
| 世纪： | 前5世纪 \| 前4世纪 \| 前3世纪                                                                              |
| 年代： | 前400年代 \| 前390年代 \| 前380年代 \| 前370年代 \| 前360年代 \| 前350年代 \| 前340年代                    |
| 年份： | 前379年 \| 前378年 \| 前377年 \| 前376年 \| 前375年 \| 前374年 \| 前373年 \| 前372年 \| 前371年 \| 前370年 |

## 大事記
- 前379年田氏代齊
- 前378年秦獻公任用商鞅變法
- 前376年趙、魏、韓滅晉，三分其地，史稱「三家分晉」，一般情況以此年作為戰國元年。
- 前375年韓滅鄭之戰，韓國滅鄭國後同年徙都新鄭。

重要人物
- 楚肅王、魏武侯